# Finala Campionatului Mondial de Fotbal 2018
Finala Campionatului Mondial de Fotbal 2018 a fost un meci de fotbal pentru a determina câștigătorul din 2018 a Cupei Mondiale FIFA. Aceasta a fost a 21-a finală a Cupei Mondiale FIFA. Meciul a avuta loc pe Stadionul Lujniki din Moscova, Rusia, pe 15 iulie 2018 și a fost între învingătorii din semifinale,  Franța și  Croația.
Câștigătorii de la Cupa Mondială s-au calificat pentru Cupa Confederațiilor FIFA 2021.

## Locul de desfășurare

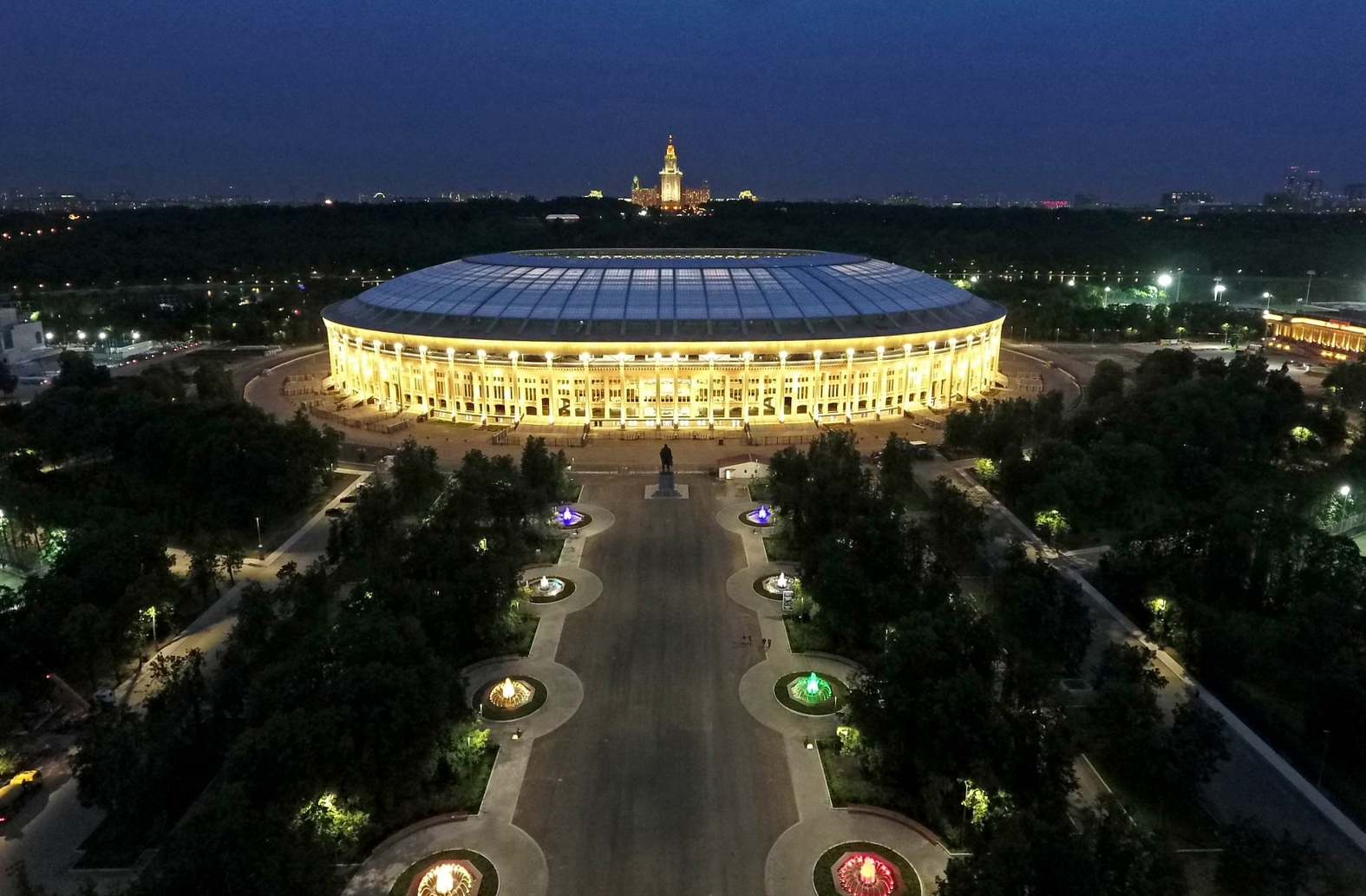
Exteriorul Stadionul Lujniki noaptea

Finala a avut loc pe Stadionul Lujniki din Moscova, situat în Districtul Moscova al Centralei Administrative Okrug. Stadionul a fost confirmat ca loc al finalei pe 14 decembrie 2012, în urma unei întâlniri a Comitetul Executiv al FIFA care a avut loc în Tokyo, Japonia. stadionul a găzduit, de asemenea, alte șase meciuri, inclusiv meciul de deschidere pe 14 iunie și cea de-a doua semifinală pe 11 iulie.

## Drumul spre finală
| Franța    | Franța     | Runda              | Croația   | Croația               |
| --------- | ---------- | ------------------ | --------- | --------------------- |
| Adversari | Rezultatul | Faza grupelor      | Adversari | Rezultatul            |
| Australia | 2–1        | Meciul 1           | Nigeria   | 2–0                   |
| Peru      | 1–0        | Meciul 2           | Argentina | 3–0                   |
| Danemarca | 0–0        | Meciul 3           | Islanda   | 2–1                   |
|           |            |                    |           |                       |
| Adversari | Rezultatul | Faza eliminatorie  | Adversari | Rezultatul            |
| Argentina | 4–3        | Optimi de finală   | Danemarca | 1–1 (d.p.) 3–2 (pen.) |
| Uruguay   | 2–0        | Sferturi de finală | Rusia     | 2–2 (d.p.) 4–3 (pen.) |
| Belgia    | 1–0        | Semifinale         | Anglia    | 2–1 (d.p.)            |

## Meciul

### Detalii
| Franța                                                         | 4 – 2 (2 - 1) | Croația                   |
| -------------------------------------------------------------- | ------------- | ------------------------- |
| Mandžukić 19' (o.g.) Griezmann 38' (pen.) Pogba 59' Mbappé 65' | Report        | Perišić 29' Mandžukić 69' |

| Franța | Croația |

| GK               | 1  | Hugo Lloris (c)   |     |     |
| RB               | 2  | Benjamin Pavard   |     |     |
| CB               | 4  | Raphaël Varane    |     |     |
| CB               | 5  | Samuel Umtiti     |     |     |
| LB               | 21 | Lucas Hernández   | 41' |     |
| CM               | 6  | Paul Pogba        |     |     |
| CM               | 13 | N'Golo Kanté      | 27' | 55' |
| RW               | 10 | Kylian Mbappé     |     |     |
| AM               | 7  | Antoine Griezmann |     |     |
| LW               | 14 | Blaise Matuidi    |     | 73' |
| CF               | 9  | Olivier Giroud    |     | 81' |
| Schimbări:       |    |                   |     |     |
| MF               | 15 | Steven N'Zonzi    |     | 55' |
| MF               | 12 | Corentin Tolisso  |     | 73' |
| FW               | 18 | Nabil Fekir       |     | 81' |
| Manager:         |    |                   |     |     |
| Didier Deschamps |    |                   |     |     |

| GK           | 23 | Danijel Subašić  |       |     |
| RB           | 2  | Šime Vrsaljko    | 90+2' |     |
| CB           | 6  | Dejan Lovren     |       |     |
| CB           | 21 | Domagoj Vida     |       |     |
| LB           | 3  | Ivan Strinić     |       | 82' |
| CM           | 7  | Ivan Rakitić     |       |     |
| CM           | 11 | Marcelo Brozović |       |     |
| RW           | 18 | Ante Rebić       |       | 71' |
| AM           | 10 | Luka Modrić (c)  |       |     |
| LW           | 4  | Ivan Perišić     |       |     |
| CF           | 17 | Mario Mandžukić  |       |     |
| Schimbări:   |    |                  |       |     |
| FW           | 9  | Andrej Kramarić  |       | 71' |
| MF           | 20 | Marko Pjaca      |       | 82' |
| Manager:     |    |                  |       |     |
| Zlatko Dalić |    |                  |       |     |

| Omul meciului: Antoine Griezmann (Franța) Arbitrii asistenți: Hernán Maidana (Argentina) Juan Pablo Belatti (Argentina) Al patrulea oficial: Björn Kuipers (Olanda) Al cincelea oficial: Erwin Zeinstra (Olanda) Arbitru asistent video: Massimiliano Irrati (Italia) Arbitrii asistenți ai arbitrului video: Mauro Vigliano (Argentina) Carlos Astroza (Chile) Danny Makkelie (Olanda) | Regulile meciului - 90 de minute. - 30 de minute de timp suplimentar, dacă este necesar. - Lovituri de departajare, în cazul în care scorul este egal. - Douăsprezece nominalizări pentru înlocuiri. - Maxim trei înlocuiri, cu un al patrulea permis în timpul suplimentar. |